# Francisco José Castro Fernandes
Francisco José Castro Fernandes, meglio noto come Chico (Vila Nova de Famalicão, 18 settembre 1981), è un ex calciatore portoghese, di ruolo attaccante.

## Carriera
Ha collezionato 44 presenze e 9 reti nella massima serie rumena.